# Olympische Winterspiele 1994/Teilnehmer (Belgien)
| Gelbes Symbol für Goldmedaillen mit stilisierten Olympischen Ringen | Graues Symbol für Silbermedaillen mit stilisierten Olympischen Ringen | Braundes Symbol für Bronzemedaillen mit stilisierten Olympischen Ringen |
| ------------------------------------------------------------------- | --------------------------------------------------------------------- | ----------------------------------------------------------------------- |
| —                                                                   | —                                                                     | —                                                                       |

Belgien nahm an den Olympischen Winterspielen 1994 im norwegischen Lillehammer mit fünf Sportlern teil.
Die Mannschaft blieb ohne Medaillengewinn.

## Teilnehmer nach Sportarten

### Shorttrack
| Athleten        | Wettbewerbe | Vorlauf     | Vorlauf | Viertelfinale | Viertelfinale | Halbfinale    | Halbfinale    | Finale        | Finale        | Rang |
| Athleten        | Wettbewerbe | Zeit        | Rang    | Zeit          | Rang          | Zeit          | Rang          | Zeit          | Rang          | Rang |
| --------------- | ----------- | ----------- | ------- | ------------- | ------------- | ------------- | ------------- | ------------- | ------------- | ---- |
| Frauen          |             |             |         |               |               |               |               |               |               |      |
| Bea Pintens     | 500 m       | 49,59 s     | 4       | ausgeschieden | ausgeschieden | ausgeschieden | ausgeschieden | ausgeschieden | ausgeschieden | 27   |
| Bea Pintens     | 1000 m      | 1:43,16 min | 3       | ausgeschieden | ausgeschieden | ausgeschieden | ausgeschieden | ausgeschieden | ausgeschieden | 19   |
| Sofie Pintens   | 500 m       | DQ          | DQ      | ausgeschieden | ausgeschieden | ausgeschieden | ausgeschieden | ausgeschieden | ausgeschieden | 30   |
| Sofie Pintens   | 1000 m      | 1:41,12 min | 3       | ausgeschieden | ausgeschieden | ausgeschieden | ausgeschieden | ausgeschieden | ausgeschieden | 17   |
| Männer          |             |             |         |               |               |               |               |               |               |      |
| Geert Blanchart | 1000 m      | DQ          | DQ      | ausgeschieden | ausgeschieden | ausgeschieden | ausgeschieden | ausgeschieden | ausgeschieden | 31   |
| Stephan Huygen  | 500 m       | 45,04 s     | 4       | ausgeschieden | ausgeschieden | ausgeschieden | ausgeschieden | ausgeschieden | ausgeschieden | 26   |

### Ski Alpin
| Athleten           | Wettbewerbe        | 1. Lauf     | 1. Lauf | 2. Lauf     | 2. Lauf | Gesamt      | Gesamt |
| Athleten           | Wettbewerbe        | Zeit        | Rang    | Zeit        | Rang    | Zeit        | Rang   |
| ------------------ | ------------------ | ----------- | ------- | ----------- | ------- | ----------- | ------ |
| Frauen             |                    |             |         |             |         |             |        |
| Véronique Dugailly | Abfahrt            | —           | —       | —           | —       | DNF         | DNF    |
| Véronique Dugailly | Alpine Kombination | 1:37,22 min | 37      | 2:00,87 min | 23      | 3:38,09 min | 23     |